# Temazcal, Aguascalientes
Temazcal är en ort i Mexiko.   Den ligger i kommunen Calvillo och delstaten Aguascalientes, i den centrala delen av landet, 500 km nordväst om huvudstaden Mexico City. Temazcal ligger 1 945 meter över havet och antalet invånare är 233.
Terrängen runt Temazcal är kuperad. Runt Temazcal är det ganska tätbefolkat, med 67 invånare per kvadratkilometer. Närmaste större samhälle är Calvillo, 17,6 km söder om Temazcal. I omgivningarna runt Temazcal växer huvudsakligen savannskog.